# Älgerum
Elgerum är en tidigare by i Mönsterås kommun, numera är inkorporerad i Mönsterås tätort. 
Ungefär en tredjedel av tätorten Mönsterås upptas av mark som tidigare tillhört Elgerum. Den äldre delen av Elgerum finns fortfarande kvar och ligger på motsatt sida av E22:an mot Mönsterås.
Namnet har ändrat stavning, i modern tid stavas det med Ä istället för E. Fortfarande syns spåren av Elgerum kvar i namn som Elgerumsskolan men även industriområdet Älgerum.